# Castillo de Mogoda
El castillo de Mogoda se encuentra el barrio de La Mogoda, al sureste del núcleo urbano de Santa Perpetua de Moguda (Vallés Occidental), entre la riera de Caldes, la carretera de Caldes y la línea de RENFE Mollet-El Papiol.

## Historia
El origen del castillo es en los siglos XII-XIII. Actualmente, el conjunto del castillo está formado por la masía fortificada (de los siglos XII-XIII), la capilla (del XIV) —que cuenta con una fachada que fue reformada en 1739—, las caballerizas (del 1730) el edificio residencial, de dos plantas, construido en 1737 y reformado en 1859. La mayoría de estas construcciones se disponen alrededor del patio de armas al que se accede por un portal modernista.
En el exterior se encuentra el conjunto de las casas de los trabajadores de las propiedades del castillo, construidas a finales del siglo XIX, y dispuestas en filas formando una L donde viven unas 200 personas. Cada casa tiene su pequeño huerto. Estos y los jardines señoriales son los únicos que quedan.
El castillo y la capilla fueron construidos por los señores de Mogoda. 
En 1278 pasó de manos de Jaime de San Martín a la familia San Vicente, señores de Cabanyes, que en 1343 obtuvieron del rey Pedro IV de Aragón la baronía de Mogoda.
En 1356, en tiempos de Berenguer de Sant Vicenç, fue asaltado e incendiado por las tropas de la ciudad de Barcelona que veía con recelo tener un poder feudal tan cerca. Este, en su testamento, dejó el castillo y sus tierras a la Pia Almoina de Barcelona en herencia.
Más tarde, en 1434, todo el conjunto, integrado por más de 300 Ha-juntament —con sus derechos feudales—, fue adquirido por la Cartuja de Montealegre que ejercía la explotación agrícola. A raíz de la Desamortización, en el siglo XIX pasó a ser propiedad del Marqués de Comillas y, más tarde, de su heredero el conde de Güell. El modelo de explotación agraria constituyó un ejemplo claro de las colonias agrarias creadas en el siglo XIX, algunas de las cuales se convirtieron, reconvertidas, en colonias industriales. Durante la guerra civil española, la Generalidad de Cataluña la incautó. Más tarde pasó a manos del Estado español y, finalmente, a la Generalidad que la gestiona a través del Instituto Catalán del Suelo.
La masía fortificada tiene tres plantas, la parte más antigua tiene elementos románicos, y la más nueva, góticos, entre ellos algunas ventanas del siglo XV. La torre que se alza en medio de las edificaciones posiblemente fuera, inicialmente, una atalaya de vigía. Perpendicularmente a la torre y la capilla se encuentra el edificio residencial, el palacio de 1737, de planta rectangular y de dos pisos de altura, que fue reformado en 1859 en estilo modernista.
Cada año, a finales de abril se celebra la «Mostra Mogoda», y en verano, los conciertos de las Noches en el Castillo de Mogoda.